# Contea di Guangchang
La contea di Guangchang (广昌县S, Guǎngchāng XiànP) è una contea della Cina, situata nella provincia di Jiangxi e amministrata dalla prefettura di Fuzhou.